# Телескоп (журнал)
«Телескоп» — литературно-общественный журнал, издаваемый Н. И. Надеждиным в 1831—1836 годах в Москве.
Выходил 2 раза в месяц, с 1834 года — еженедельно. Другое издание Надеждина, газета «Молва», некоторое время имело статус приложения к «Телескопу». В статьях по философским вопросам «Телескоп» развивал идеалистические взгляды в духе раннего Шеллинга; в то же время журнал требовал сближения философской теории с действительностью, отстаивая идеи народности.
В первые годы в «Телескопе» сотрудничали М. П. Погодин, С. П. Шевырёв и другие. В нём печатались А. С. Пушкин, Ф. И. Тютчев, А. И. Полежаев, Н. В. Станкевич, А. В. Кольцов. С 1833 в «Телескопе» сотрудничал В. Г. Белинский, ставший с 1834 года помощником Надеждина в редактировании журнала.
В 1836 году за напечатание «Философического письма» П. Я. Чаадаева «Телескоп» был закрыт правительством, Надеждина отправили в ссылку в Усть-Сысольск (впоследствии ему разрешили поселиться в Вологде).